# Judenkreis, або Вічне колесо
«Judenkreis, або Вічне колесо» — український мелодраматичний фільм 1996 року, дебютна повнометражна робота Василя Домбровського. Головні ролі у стрічці виконали Богдан Ступка, Світлана Круть, Тамара Яценко, Костянтин Степанков та Петро Бенюк.

## Сюжет
Марічка (Світлана Круть) завжди славилася як перша красуня у прикордонному буковинському селі. Не один показний хлопець намагався одружитися з нею, аби та готувала для нього борщі та чекала з роботи в оточенні діточок, проте сама дівчина бачила свою долю трохи інакше. Кинувши усе, вона прямує до міста, щоб навчитися музичній грамоті й прославитися завдяки власному таланту. Маестро Ліберзон (Богдан Ступка), до будинку якого направили її обізнані люди, пообіцяв дати їй уроки, щоб виконати дівочі мрії, проте натомість вона за це повинна була прибирати в його будинку та виконувати накази господарського напряму. Дівчина з села ніколи не боїться фізичної праці, тому такі умови її цілком влаштовували. Здобувши учителя й житло одночасно, вона терпляче чекала обіцяного навчання, день за днем все більше й більше перетворюючись на просту служницю. Не отримуючи від хазяїна знань, Марічка отримала можливість відвідувати з його сім'єю усі світські заходи, одним з яких була вистава про Дон Жуана. Заразившись пригодами і пристрастю, дівчина стала мріяти про рішучого та безстрашного чоловіка, який з'явився в її житті у вигляді солдата-агітатора. Він забрав дівчину з будинку музиканта, проте загострення воєнних дій змусило його тікати з міста, а Марічка залишилася ні з чим…

## У ролях

Андрій Максимено та Світлана Круть у сцені з фільму

| • Богдан Ступка          | … | Ліберзон, диригент |
| • Світлана Круть         | … | Марічка            |
| • Тамара Яценко          | … | пані Ліберзон      |
| • Костянтин Степанков    | … | коваль             |
| • Петро Бенюк            | … | Кв'ятковський      |
| • Ромуальдас Раманаускас | … | Самсон Шик         |
| • Андрій Максименко      | … | Вончик             |
| • Лев Перфілов           | … | лахмітник          |
| • Олексій Богданович     | … | Дон-Жуан           |
| • Євген Пашин            | … |                    |
| • Тарас Денисенко        | … |                    |
| • Костянтин Шафоренко    | … |                    |
| • Юрій Рудченко          | … |                    |
| • Артур Лі               | … | охоронець          |
| • Микола Гудзь           | … | епізод             |
| • Віталій Здоровецький   | … | епізод             |

## Виробництво

### Зйомки
Фільм знято творчим об'єднанням «Земля» Київської кіностудії імені Олександра Довженка на замовлення Міністерства культури і мистецтв України. Зйомки проходили у липні-серпні 1995 року в Києві та Чернівцях.

### Творча група
- Автори сценарію — Станіслав Цалик, Василь Домбровський
- Режисер-постановник — Василь Домбровський
- Оператор — Олександр Мазепа
- Композитор — Володимир Шумейко
- Музична імпровізація — Ян Табачник
- Монтаж — Ольга Шматко
- Художник-постановник — Володимир Веселка
- Звукооператор — Любов Цельмер